# Distretto di Mjangad
Il distretto di Mjangad è uno dei diciassette distretti (sum) in cui è suddivisa la provincia di Hovd, in Mongolia. Conta una popolazione di 2.615 abitanti (censimento 2010). 